# Národní park Bejt Guvrin
Národní park Bejt Guvrin (hebrejsky גן לאומי בית גוברין, Gan le'umi Bejt Guvrin) je národní park v Izraeli, v Jižním distriktu. Oficiálně se park anglicky nazývá: Caves of Maresha and Bet-Guvrin in the Judean Lowlands as a Microcosm of the Land of the Caves.

## Geografie
Leží v nadmořské výšce okolo 300 metrů v pahorkatině Šefela, která tvoří přechod mezi Judskými horami a pobřežní nížinou. Park se nachází cca 12 kilometrů východně od města Kirjat Gat a 1 kilometr jižně od vesnice Bejt Guvrin. Protéká jím vádí Nachal Guvrin, na jižním okraji pak vádí Nachal Mareša.

## Popis parku
Národní park má rozlohu cca 5000 dunamů (5 kilometrů čtverečních). Slouží pro rekreační účely, nacházejí se tu četné archeologické lokality a jeskyně. Podloží je totiž relativně měkké a eroze zde vytvořila četné skalní útvary, které od starověku přitahovaly pozornost lidí jako pohřebiště, lomy, skladiště atd. Nacházelo se tu židovské město Guvrin (jeho jméno je aramejského původu), jež tu stávalo ve starověku, na přelomu křesťanského letopočtu, kdy je tu zmiňuje ve svém díle Flavius Iosephus a rovněž je citováno v Talmudu a Mišně (nazývané též Eleutheropolis). Kromě toho se zde nacházelo starověké sídlo Mareša. Osídlení zde pokračovalo i v následujících dobách. Okolo roku 1100 byla lokalita Guvrin dobyta křižáky a roku 1187 Saladinem. Ve středověku navázala na toto sídlo velká arabská vesnice Bajt Džibrin. V polovině 16. století zde osmanští vládci postavili opevnění. Během války za nezávislost v roce 1948, kdy tuto oblast ovládla v říjnu 1948 v rámci Operace Joav izraelská armáda, zde arabské osídlení skončilo. Dnes stojí na severním okraji národního parku židovská vesnice Bejt Guvrin.